# América Russa
América Russa (em russo: Русская Америка; romaniz.: Russkaia Amerika) é uma expressão genérica utilizada para denominar as possessões coloniais do Império Russo no continente americano entre os anos de 1733 e 1867. Os territórios então compreendidos como América Russa atualmente pertencem aos Estados Unidos e compõe o Estado do Alasca e assentamentos mais distantes ao sul do estado da Califórnia e do Estado do Havaí. A incorporação formal das possessões dos territórios aconteceu apenas em 1799, quando o então czar estabeleceu o monopólio da Companhia Russo-Americana e também concedeu à Igreja Ortodoxa Russa direitos determinados nas novas posses.
As primeiras missões exploratórias realizadas pelos russos na América do Norte começaram no século XVII, e prosseguiram pelo século seguinte. Mais tarde fundaram-se postos, embora não duradouros, dos comerciantes de couro e então no final do século XVIII, os primeiros assentamentos permanentes surgiram. Com a colonização russa, os povos indígenas das ilhas Aleutas foram retornados à escravidão, e depois de algumas revoltas dos aleútes contra os russos, foram sistematicamente exterminados. No início do século XIX, apesar dos esforços de Alexander Baranov, um oficial da Companhia Russo-Americana, para consolidar o comércio de peles russas, os russos nunca foram capazes de colonizar completamente seus territórios. Com o Tratado Russo-Americano de 1824 foram reconhecidos os direitos exclusivos no comércio de peles do Império Russo, a norte do 54º paralelo norte.
Na década de 1860 o governo russo deixou de estar interessado no destino do Alasca, e assim, postumamente, decidiu vender o território aos Estados Unidos pois estavam endividados e temiam uma possível invasão inglesa ao território.